# Batalla de Banquan
La batalla de Banquan (xinès tradicional: 阪泉之戰, xinès simplificat: 阪泉之战, pinyin: Bǎn quán zhī zhàn) és la primera batalla coneguda de la història de la Xina. L'explica Sima Qian en els Arxius del Gran Historiador (al voltant del segle i aC). No se sap gaire d'aquesta batalla, i les informacions que ens n'han arribat, com les d'altres esdeveniments de l'època, estan impregnades de mitologia. Per tant, la historicitat d'aquesta batalla està en disputa. La tradició historiogràfica xinesa la situa al segle XXVI aC. S'hi van enfrontar Huangdi, l'Emperador Groc, i Shennong, l'Emperador Yan. La batalla de Banquan podria haver estat la tercera d'una sèrie de tres batalles. Huangdi, l'Emperador Groc, poc després va lluitar amb Ciyou o Chi You, a la batalla de Zhuolu. Les dues batalles van ser en indrets propers, i en totes dues hi va participar l'Emperador Groc. La batalla de Banquan va acabar amb la formació de la tribu Huaxia, la base de la civilització xinesa han.

## Antecedents
La tribu dels Shennong, originalment una branca dels pobles nòmades de l'oest, va entrar a la plana nord de la Xina fa uns 4000 anys. Generacions més tard, la tribu va entrar en conflicte amb altres tribus que s'estaven expandint, com la tribu Hmong liderada per Chi You i la tribu Youxiong liderada per l'Emperador groc. A mesura que l'Emperador Yan de Shennong planejava envair les tribus locals pròximes, les tribus es van tornar cap a l'Emperador Groc, que va aixecar els exèrcits contra Shennong.

## Batalla
Els exèrcits de Youxiong, en virtut dels tòtems de l'Os (熊), l'os bru (罴), la Guineu (貔), el Pixiu (貅), el lleopard (貙), i el Tigre (虎), i els exèrcits de Shennong, es van barallar a Banquan a la primera batalla a gran escala de la història xinesa. Després de tres enfrontaments importants, les forces de Shennong van perdre la batalla i es van aliar amb l'Emperador Groc. Les dues tribus principals van passar a formar la tribu Huaxia, amb la incorporació de les petites tribus que els envoltaven.

## Conseqüències
La tribu Huaxia, cada vegada més àmplia, aviat va atreure l'enveja de Chi You, que va atacar els territoris de Shennong. La tribu Huaxia després va reaccionar enfrontant-se a Chi You, a la batalla de Zhuolu, i va sortir victoriosa. La tribu Huaxia llavors va poder expandir-se sense obstacles i aviat va formar el que va arribar a ser conegut com la civilització xinesa han, establint la seva capital a Zhuolu Al segle XXI dels xinesos encara s'anomenen a si mateixos "descendents de Yan i Huang".

## Ubicació de la batalla
La ubicació real de Banquan, l'indret on es va lliurar la batalla, està en disputa. Hi ha tres ubicacions possibles:
1. Sud-est de Zhuolu, Hebei
2. Vila de Banquan de Yanxing, Pequín
3. Comtat de Xiezhou, Yuncheng, Shanxi

De les tres, la tercera sembla la més probable, ja que les altres dues haurien implicat el desplaçament d'ambdós exèrcits a un indret llunyà del nord per a iniciar la batalla.
Una altra possibilitat és que els tres siguin correctes. Tant Confuci com Sima Qian semblen estar d'acord en el que va passar, assegurant que va ser una sèrie de tres batalles: 3 entre Huangdi i Yandi, que van ser continuades per una tercera batalla entre Ciyou o Chi You, en contra de Huangdi i els seus aliats prínceps i senyors. Aquesta última batalla es produeix en un pla diferent, però a prop de la batalla en què Huangdi va triomfar sobre Yandi. La primera sèrie de tres batalles es coneix com la batalla de Banquan. L'última és la batalla de Zhuolu.